# Anastasia C. Zander

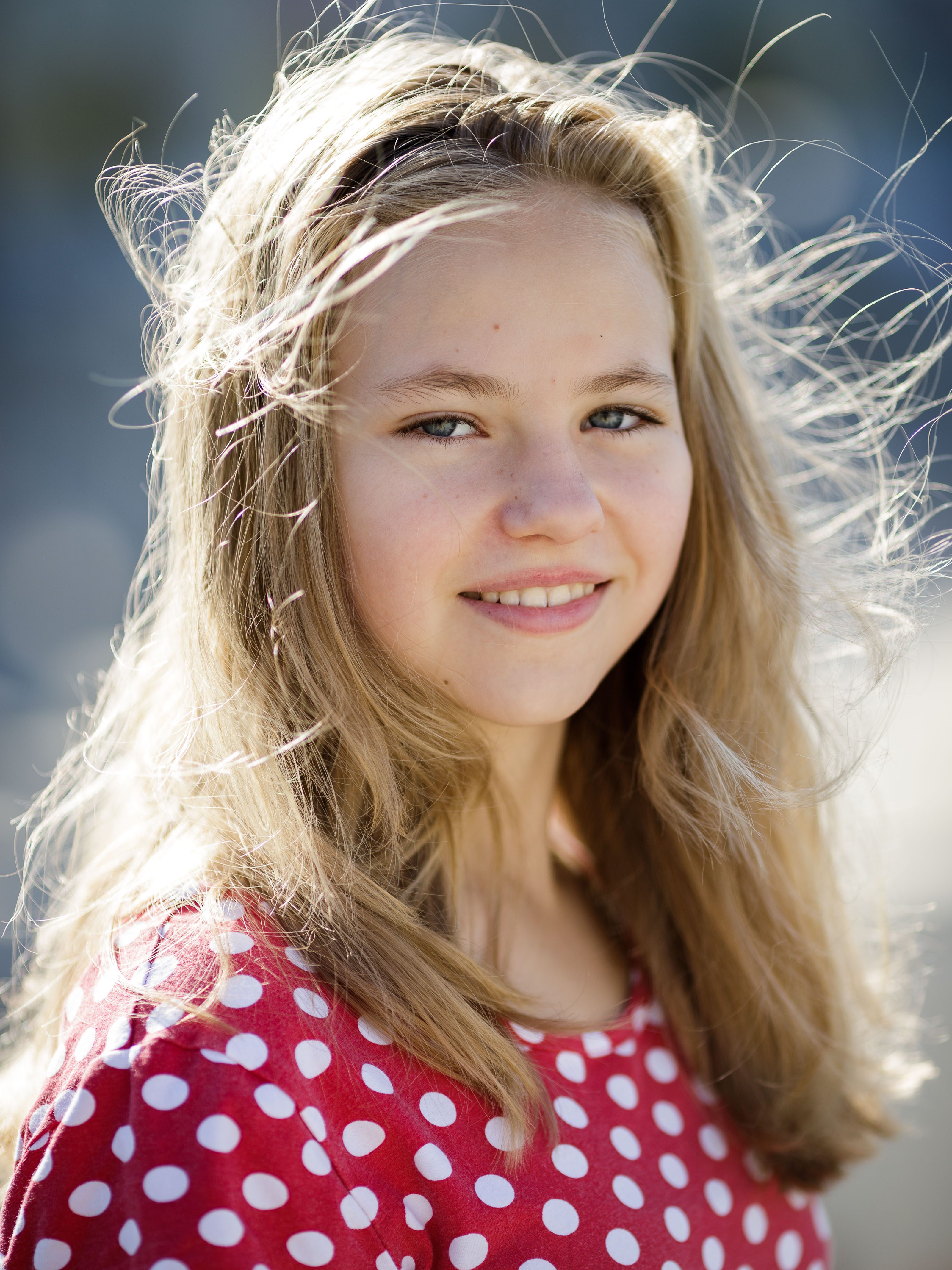
Anastasia C. Zander in München (2018)

Anastasia C. Zander (* 2005 in München) ist eine deutsche Kinderdarstellerin.

## Leben
Zander ist als Nachwuchsdarstellerin bei einer Kinderagentur angemeldet und hat in diversen Film- und TV-Produktionen mitgearbeitet.
Ihre bisher größte Rolle war eine Hauptrolle als Sibylle-Maria Schröder in dem aufwendig inszenierten, zweiteiligen Doku-Drama Wir, Geiseln der SS von der Gebrüder Beetz Produktion. Eine weitere größere Rolle spielte sie in dem Stuttgarter Tatort Stau, in der sie die Tochter Miris einer Hauptverdächtigen in dem Todesfall eines 14-jährigen Mädchens spielt.
Zander lebt in München.

## Filmografie (Auswahl)
- 2015: Meine allerschlimmste Freundin
- 2014: Climate Spot: Sweaty Santa (Kurzfilm)
- 2015: Wir, Geiseln der SS (2 Folgen)
- 2015: Meister des Todes
- 2016: Die Chefin (eine Folge)
- 2017: MorbiD (Kurzfilm)
- 2017: Um Himmels Willen (Folgen 205 bis 208 der 16. Staffel, Rolle: Gesangstalent Frederike)
- 2017: Tatort – Stau